# MVS

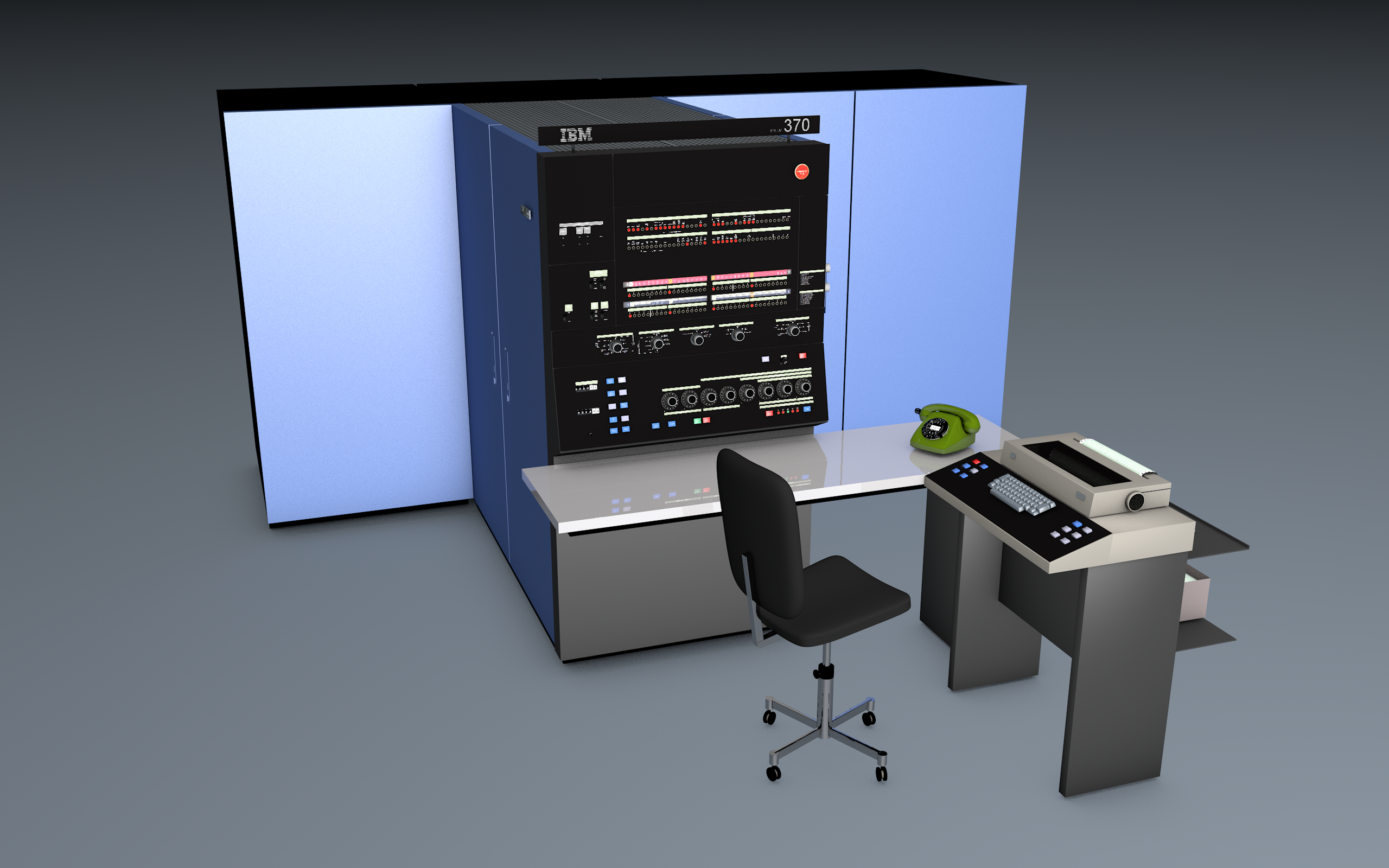
Ordenador IBM 370-145

Para información sobre el conglomerado de medios mexicano, véase MVS Comunicaciones.
MVS (Multiple Virtual Storage, Múltiple Almacén Virtual en español) fue el sistema operativo más usado en los modelos de mainframes System/370 y System/390. No tiene ninguna relación con VM/CMS, otro sistema operativo de IBM.
El MVS fue lanzado al mercado por primera vez en 1974, y luego fue renombrado a MVS/XA (por arquitectura extendida en inglés), más tarde a MVS/ESA (por arquitectura de sistemas empresariales).Más tarde se rebautizó  como OS/390 cuando se le añadió al sistema operativo los servicios de UNIX, y finalmente a z/OS cuando los modelos zSeries fueron introducidos al mercado. Todos ellos, sin embargo, son fundamentalmente el mismo sistema operativo. De hecho, los programas que hayan sido diseñados para el sistema MVS pueden correr en z/OS sin modificación alguna.
MVS fue creado basado en SVS (Single Virtual Storage, Almacenamiento Virtual Único), y este a su vez fue creado a partir de MVT, una de las variantes del sistema operativo OS/360. 
La variante original del OS/360 era PCP (Programa de Control Primario) que no soportaba la ejecución de tareas múltiples, y MVT (Multitareas con número de Tareas Variables) mejora que era capaz de la ejecución de múltiples tareas. Sobre esta base, el sistema SVS añadió el "almacenamiento virtual", más conocido como memoria virtual. El espacio de direccionamiento de esta memoria era compartido por todas las aplicaciones. MVS, finalmente, añadió la capacidad de que cada programa tuviera su propio espacio de direccionamiento de memoria, de allí su nombre.
Este sistema se usa típicamente en aplicaciones comerciales y bancarias, normalmente escritas en COBOL, que son usadas en sistemas transaccionales como IMS y CICS.
- Datos: Q781443